# Genipa
- Commons
- Wikispecies

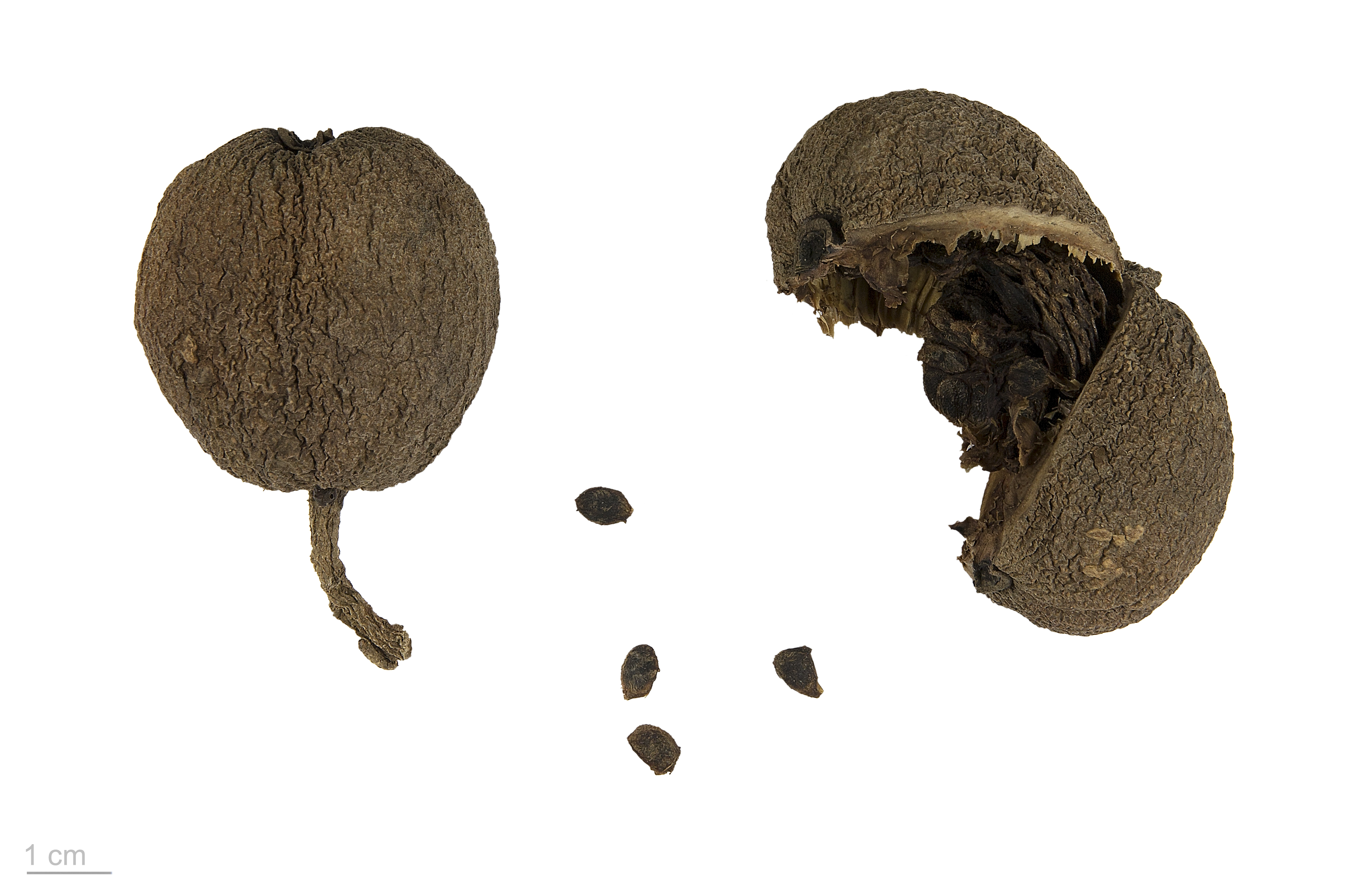
Genipa spruceana - MHNT

Genipa L. é um género botânico pertencente à família Rubiaceae.
- Agouticarpa C. Perss.

## Espécies
| - Genipa americana L. - Genipa barbata Presl - Genipa brasiliana A.Rich. - Genipa buffalina Lour. - Genipa caruto H.B. & K. - Genipa cinerea Fernald - Genipa clusiifolia Griseb. - Genipa codonocalyx Standl. - Genipa curviflora Dwyer - Genipa excelsa K.Krause - Genipa exosolenia Drake - Genipa flava Lour. - Genipa humilis Vell. - Genipa infundibuliformis Zappi & J.Semir - Genipa lastelliana Drake - Genipa madagascariensis Drake - Genipa maxonii Standl. | - Genipa merianae Rich. - Genipa oblongifolia Ruiz & Pav. - Genipa oleosa Rojas - Genipa perieri Drake - Genipa pervillei Drake - Genipa poivrei Drake - Genipa pubescens DC. - Genipa ravinensis Baill. ex Drake - Genipa rutenbergiana Baill. ex Vatke - Genipa spruceana Steyerm. - Genipa striiflora DC. - Genipa talangnignia Drake - Genipa tubulosa Baill. ex Drake - Genipa vaginata Baill. - Genipa venosa Standl. - Genipa vulcanicola Standl. |

- Lista completa

## Classificação do gênero
| Sistema | Classificação                      | Referência              |
| ------- | ---------------------------------- | ----------------------- |
| Linné   | Classe Pentandria, ordem Monogynia | Genera plantarum (1754) |